# Lembulo
El lembulo (diminutivo latino de lembus, procedente del griego λέμβος "bote") o lenunculo era una especie de lancha que servía para la pesca.
César emplea la voz lenunculi como sinónimo de escafo, para designar las chalupas destinadas a transportar a las tropas desde tierra a los navíos, pero probablemente no se trata más que de barcas de pesca requisadas para este servicio. Prudencio da a la voz lembulus el sentido de embarcación pequeña de transporte.